# Hans Luz

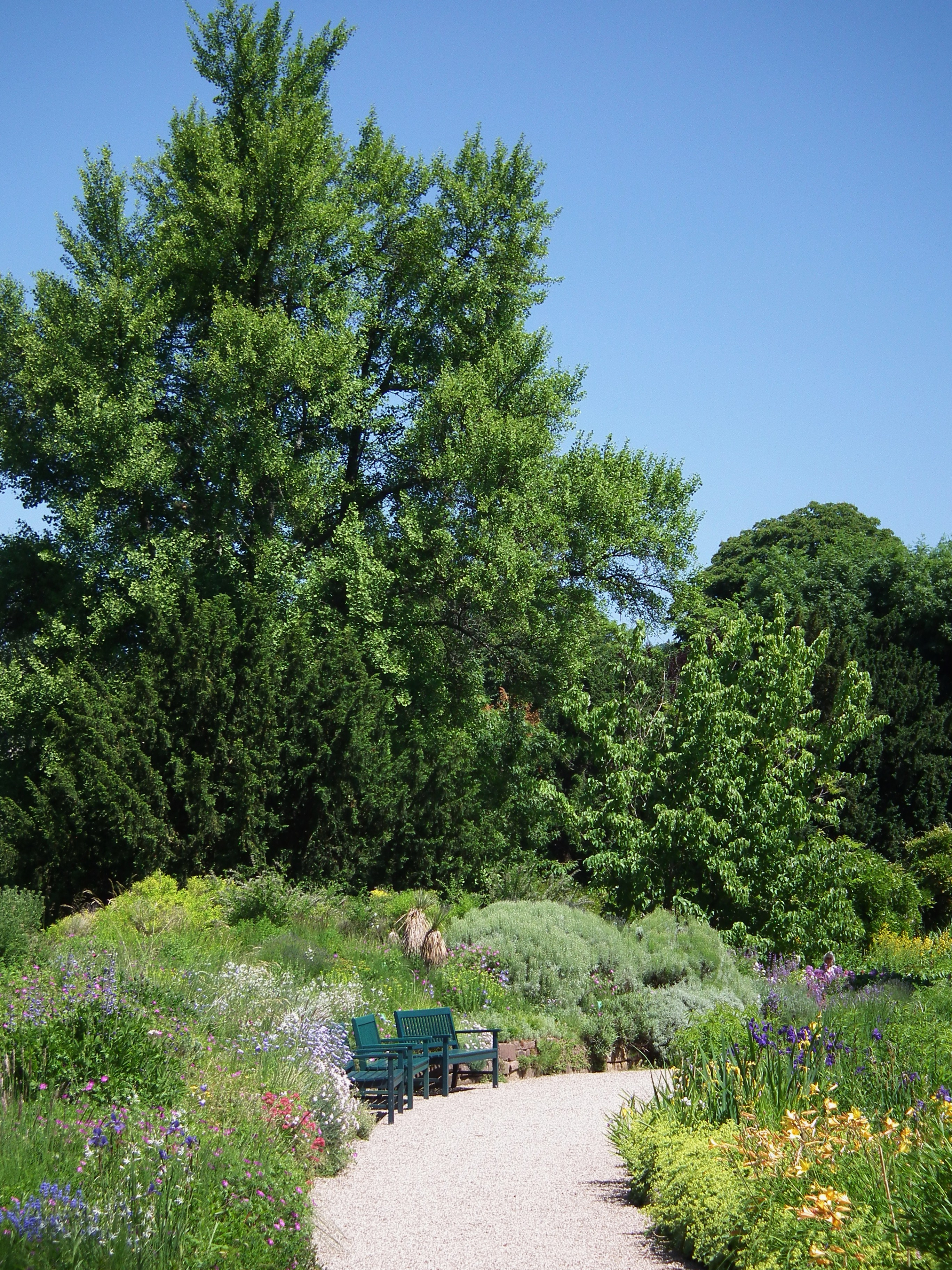
Schaugarten Hermannshof (1979–1982)

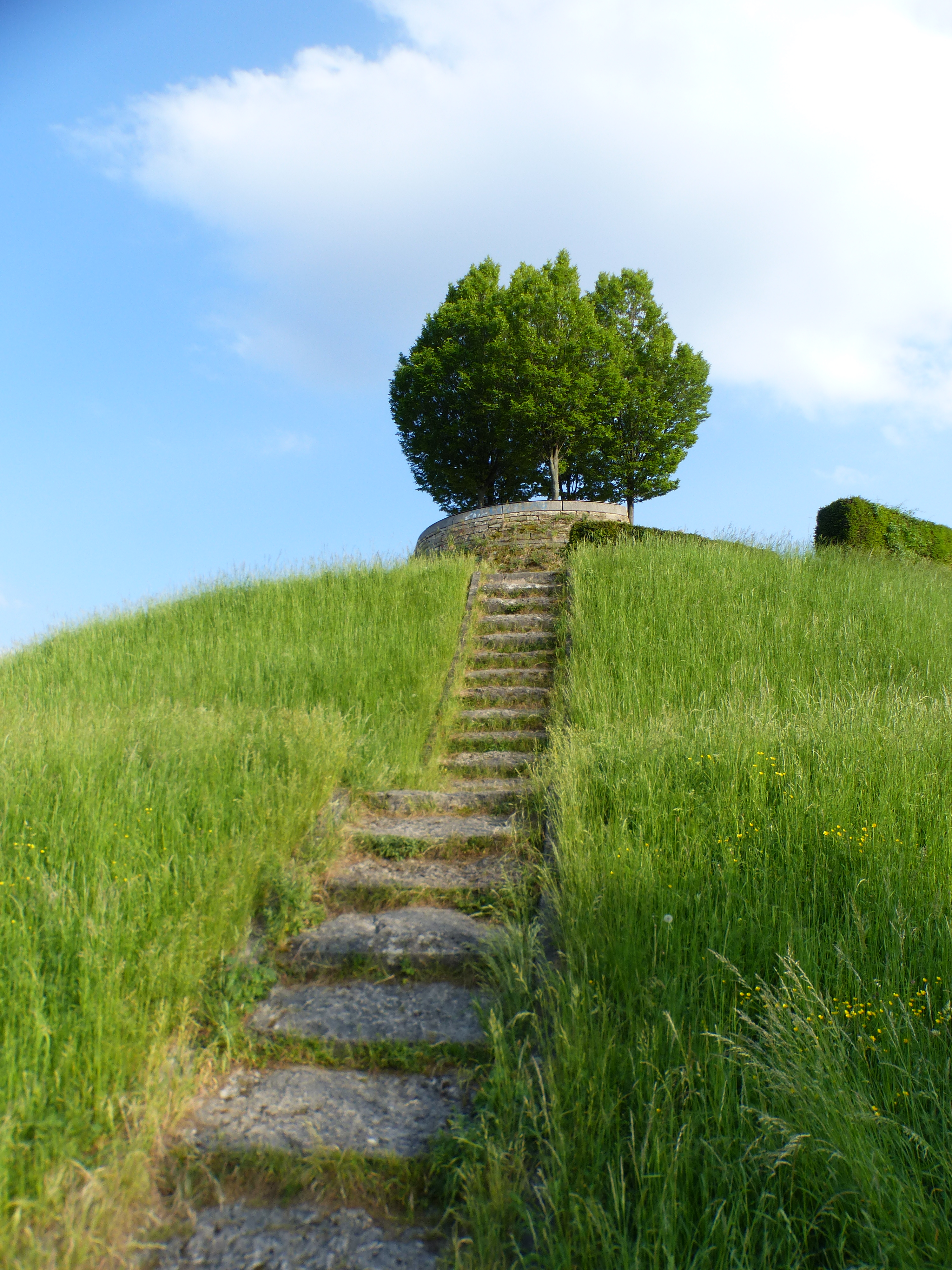
Bastion Leibfried (1993)

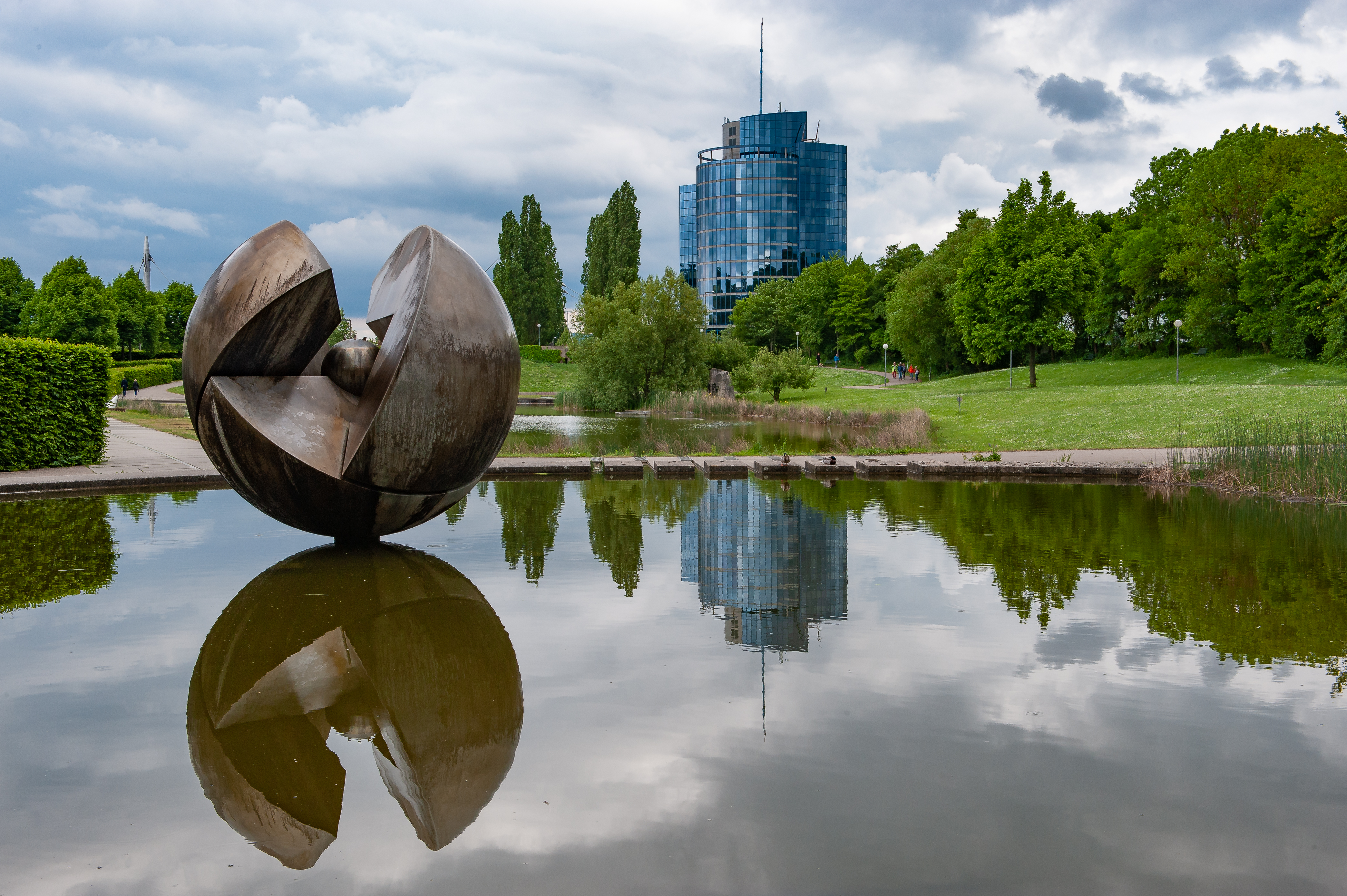
Egelsee (1993)

Hans Luz (* 10. Juni 1926 in Stuttgart; † 9. April 2016 ebenda) war ein deutscher Garten- und Landschaftsarchitekt.

## Leben
Hans Luz verbrachte seine Kindheit in Stuttgart. Zwischen 1944 und 1947 legte er das Kriegsabitur ab, nahm als Soldat am Zweiten Weltkrieg teil und kam in französische Kriegsgefangenschaft. Zurück in Deutschland, machte er eine Lehre zum Landschaftsgärtner bei Adolf Haag in Stuttgart. Von 1953 bis 1955 folgte die Weiterbildung beim Gartenarchitekten Otto Valentien.
1958 gründete er die Landschaftsgärtnerei Luz in Birkach und 1961 das Planungsbüro Luz + Partner, Freie Landschaftsarchitekten. Seit 1975 war er Mitglied der Akademie der Künste in Berlin, seit 1977 Mitglied der Deutschen Akademie für Städtebau und Landesplanung (DASL). Von 1982 bis 1984 amtierte er als Vorsitzender der Landesgruppe Baden-Württemberg im Bund Deutscher Landschaftsarchitekten.

## Garten- und Landschaftsanlagen
- 1957–1959: Haus Windstosser in Stuttgart-Degerloch, Neue Weinsteige 80 mit Max Bächer[2][3]
- 1958: Haus Luz in Birkach bei Stuttgart
- 1960: Universität Karlsruhe
- 1961: Bundesgartenschau, Stuttgart
- 1961: Landesgartenschau Baden-Baden
- 1961: Landesparlament in Stuttgart
- 1961: Universität Stuttgart
- 1963–1965: Imperial Chemical Industries Fabrikanlage in Östringen
- 1964–1967: Lehrerkolleg in  Ludwigsburg
- 1964–1967: Universität Tübingen in Morgenstelle
- 1964–1968: Krankenhaus in Leonberg
- 1965: Universität Hohenheim in Stuttgart (mit Walter Rossow)
- 1967: Haus  Marwitz in Sindelfingen
- 1967: Bundesgartenschau in Karlsruhe (25 m²-Gärten)
- 1967–1971: Friedhof in Leonberg
- 1967–1973: Wohnanlage Asemwald in Stuttgart
- 1967–1977: Health Resort Park in Bad Wildbad (mit Walter Rossow)
- 1967–1977: Wohnanlage Oberbettringen in Schwäbisch Gmünd
- 1968: Haus Beer in Pflaumloch bei Nördlingen
- 1968–1973: Erholungszentrum Höher Odenwald
- 1969–1973: Friedhof in Leinfelden
- 1969–1978: Wohnanlage Tannenplatz in Ulm
- 1970: Deutscher Pavillon auf der Expo ’70 in Osaka, Japan
- 1970–1972: Olympiabauten in München (mit Wolfgang Müller)
- 1972–1974: Friedhof in Oberboihingen
- 1972–1974: GENO-Haus in Stuttgart
- 1973–1979: Krankenhaus in Bad Säckingen
- 1974–1976: Erholungszentrum in Reichenbach an der Fils
- 1975–1976: Palais Schaumburg in Bonn (mit Hans Dieter Bohnet)
- 1977: Bundesgartenschau, Stuttgart (mit Planungsgruppe 1)
- 1978–1980: Doktorhaus in Möhringen (Stuttgart)
- 1978–1983: Stadtgarten in Gaggenau
- 1979: Stadtzentrum in Leonberg
- 1979–1980: Innenhöfe des NHS Büros in Hamburg
- 1979–1981: Landesgartenschau in Baden-Baden (mit Planungsgruppe LGS)
- 1979–1982: Schau- und Sichtungsgarten Hermannshof, Bergstrasse in Weinheim
- 1979–1984: Stadtgarten in Schwäbisch Gmünd
- 1980–1983: Altenheim in Bietigheim-Bissingen
- 1980–1984: Sitzungshaus in Naurod
- 1980–1985: Fußgängerzone Marktplatz/Bocksgasse in Schwäbisch Gmünd
- 1981–1983: Korbmattfelsenhof Sanatorium in Baden-Baden
- 1981–1985: Augustabad in Baden-Baden
- 1981–1985: Dachgarten der Allianz-Hauptverwaltung in Stuttgart
- 1982–1983: Landwirtschaftsschule in Herrenberg
- 1982–1984: European Cultural Community Offices in Kornwestheim
- 1982–1985: BFG-Kulturzentrum in Oberursel
- 1983: Deacon’s Lion Gateway Centre in Stuttgart
- 1984–1987: Universitätsbibliothek Eichstätt-Ingolstadt mit Günter Behnisch
- 1985–1990: Gästehaus der Bundesrepublik Deutschland auf dem Petersberg, Königswinter[4]
- 1993: Bastion Leibfried in Stuttgart

## Ehrungen und Preise
- 1980: Fritz-Schumacher -Preis
- 1987: Ehrenvorsitzender der Landesgruppe Baden-Württemberg des Bundes Deutscher Landschaftsarchitekten
- 1993: Deutscher Landschaftsarchitektur-Preis des Bund Deutscher Landschaftsarchitekten
- 1994: Bundesverdienstkreuz am Bande (28. Juni)[5]
- 1997: Friedrich-Ludwig-von-Sckell-Ehrenring
- 1999: Universitätsplakette der Universität Hohenheim

## Schriften
- Joachim Kessler, Hans Luz und Peter Wirth: Beton im Garten- und Landschaftsbau. Stuttgart, Ulmer Eugen Verlag, 1974.
- Hans Luz: Vom Vorgartenmäuerle zum Grünen U. Vierzig Jahre Landschaftsgärtner. Ein Werkbericht von Hans Luz, Stuttgart 1992.
- Hans Luz: Planung und Gestaltung der Daueranlagen. In: Garten + Landschaft 103.1993, Heft 7, Seite 8–18.
- Hans Luz: Mauer mit Nischen. Betonfachwerkmauer auf der IGA. In: Deutsche Bauzeitung db. Zeitschrift für Architekten und Bauingenieure 127.1993, Heft 6, Seite 82.
- Hans Luz: Wartberg/Steinberg und Leibfriedscher Garten. In: Elisabeth Szymczyk-Eggert: Gärten und Parks in Stuttgart, Stuttgart 1993, Seite 100–105.
- Hans Luz: Höhenpark Killesberg. In: Elisabeth Szymczyk-Eggert: Gärten und Parks in Stuttgart, Stuttgart 1993, Seite 106–112.
- Christof Luz; Hans Luz: Gesamtplanung Daueranlagen: Das Grüne U. In: Garten + Landschaft 103.1993, Heft 7, Seite 18–28.
- Christof Luz; Hans Luz: Das Grüne U–endlich realisiert. Stadtplanung und Freiraum auf der IGA Stuttgart 1993. In: Garten + Landschaft 103.1993, Heft 5, Seite 5–6.
- Christof Luz; Hans Luz: Planerisches Konzept. Landschaftsgestaltung. In: Klaus-Jürgen Evert (Redaktion): Die Daueranlagen. IGA Stuttgart 1993, München 1993, Seite 12–17.
- Frank Werner (Herausgeber); Christof Luz (Essay); Hans Luz (Essay): Kunst-Natur-Schauspiel. Earthworks beyond the IGA 1993 Stuttgart, Stuttgart 1993.
- Hans Luz: Der Killesbergturm im Rahmen des „Grünen U“. In: Petra Kiedaisch (Redaktion): Türme sind Träume. Der Killesbergturm von Jörg Schlaich. Mit einem Essay von Christoph Hackelsberger. Ludwigsburg 2001, Seite 26–35.
- Hans Luz: Rede von Prof. Hans Luz zur Einweihung des Killesbergturmes am 17.7.2001 (Online-Ressource).
- Hans Luz: Rund ums Grüne U, Manuskript, Stuttgart 2012.